# 비로 라슬로

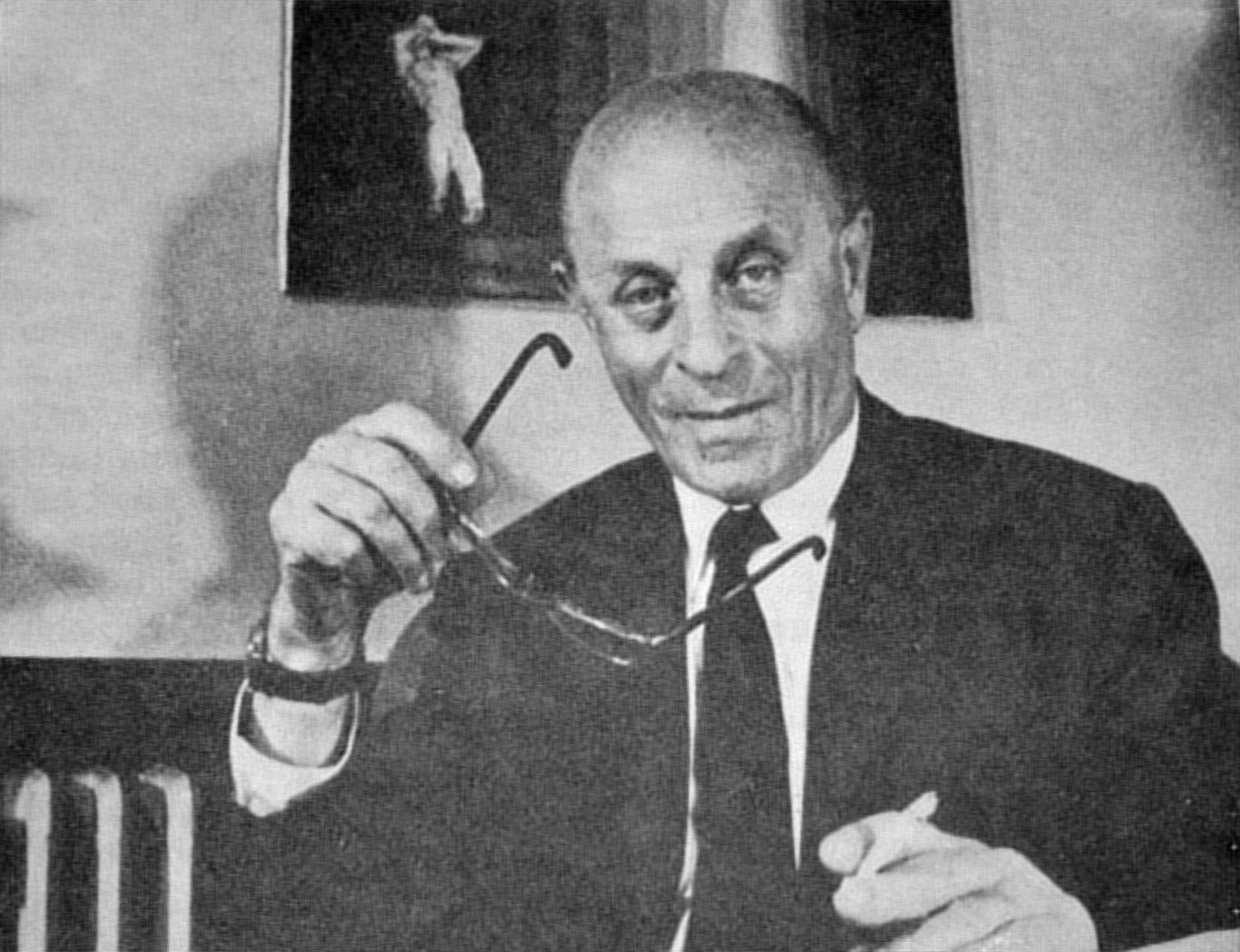
비로 라슬로

비로 라슬로 요제프(헝가리어: Bíró László József, 스페인어: Ladislao José Biro 라디슬라오 호세 비로[*], 본성: 슈베이게르·Schweiger), 1899년 9월 29일 ~ 1985년 10월 24일)는 헝가리·아르헨티나의 발명가로 볼펜을 창안하여 최초로 상업화한 인물이다. 최초의 볼펜은 존 J. 라우드가 50년 일찍 발명했으나 상업화되지는 못했다.

## 어린 시절
1899년 오스트리아-헝가리 제국 내 헝가리 왕국 부다페스트에서 유대계 헝가리인인 슈베이게르 모제시 마차시(Schweiger Mózes Mátyás)와 울먼 영커(Ullmann Janka) 사이에서 태어났다. 졸업 후 헝가리에서 언론인으로 활동했다.

## 볼펜을 발명하다
언론인으로 활동하던 중, 비로는 신문에 사용되는 잉크가 빠르게 마르고 얼룩이 번지지 않는 점을 발견했다. 이를 이용해 만년필에도 같은 잉크를 넣어 봤는데, 잉크가 너무 끈적거려서 들어가지 않았다.
1931년 부다페스트 국제 박람회에서 최초로 발명한 볼펜을 선보였다. 화학자인 형 죄르지와 같이 일하면서 구멍 안으로 들어가지 않는 볼 팁을 개발했으며, 이를 통해 잉크가 심에서 나와 굴러가는 볼을 통해 글을 쓰게 된다. 1938년 파리에서 특허를 냈다.
제2차 세계 대전 중이던 1943년 형과 함께 나치의 탄압을 피해 아르헨티나로 이주했다. 1943년 6월 17일 미국에서 2,390,636 필기구로 또 다른 특허를 냈으며, 아르헨티나 비로 펜즈를 설립했다(아르헨티나에서는 볼펜을 "비로메(birome)"라고 불렀다). 이 새 디자인은 영국에서 왕립공군에게 공급하는 차원으로 허가를 받았다.
1945년 마르셀 비크가 비로로부터 펜 특허권을 사들였으며, 이후 Bic의 주요 생산품으로 자리잡았다. Bic은 전 세계적으로 천억 개 이상의 볼펜을 팔았다. 동년 11월 밀턴 레이놀즈가 비로의 특허권을 바탕으로 모세관 작용을 이용한 중력펜(종이에 적으면 새 잉크가 심에서 나오는 펜)을 소개했다. 레이놀즈의 제2의 해결책은 중력을 이용했기 때문에 특허권에 위배되지는 않았으나, 더 맑은 잉크와 큰 통을 필요로 했다. 레이놀즈의 펜은 이후 몇 년간 성공했다.

## 죽음과 유산
1985년 부에노스아이레스에서 타계했다. 아르헨티나의 발명가의 날은 비로의 생일인 9월 29일이다. 영국, 아일랜드, 오스트레일리아, 이탈리아 등 많은 나라에서 볼펜은 "비로"라는 이름으로 알려져 있다. 해당 이름은 등록 상표에 불과하지만, 몇몇 국가에서는 이 단어가 오히려 일반화되었다. 2016년 9월 29일, 구글은 비로의 117번째 생일을 맞아 구글 두들을 통해 "끈질기고 진보적인 영혼"을 내세우며 그의 생일을 기념했다.